# تقويم شمسي قمري

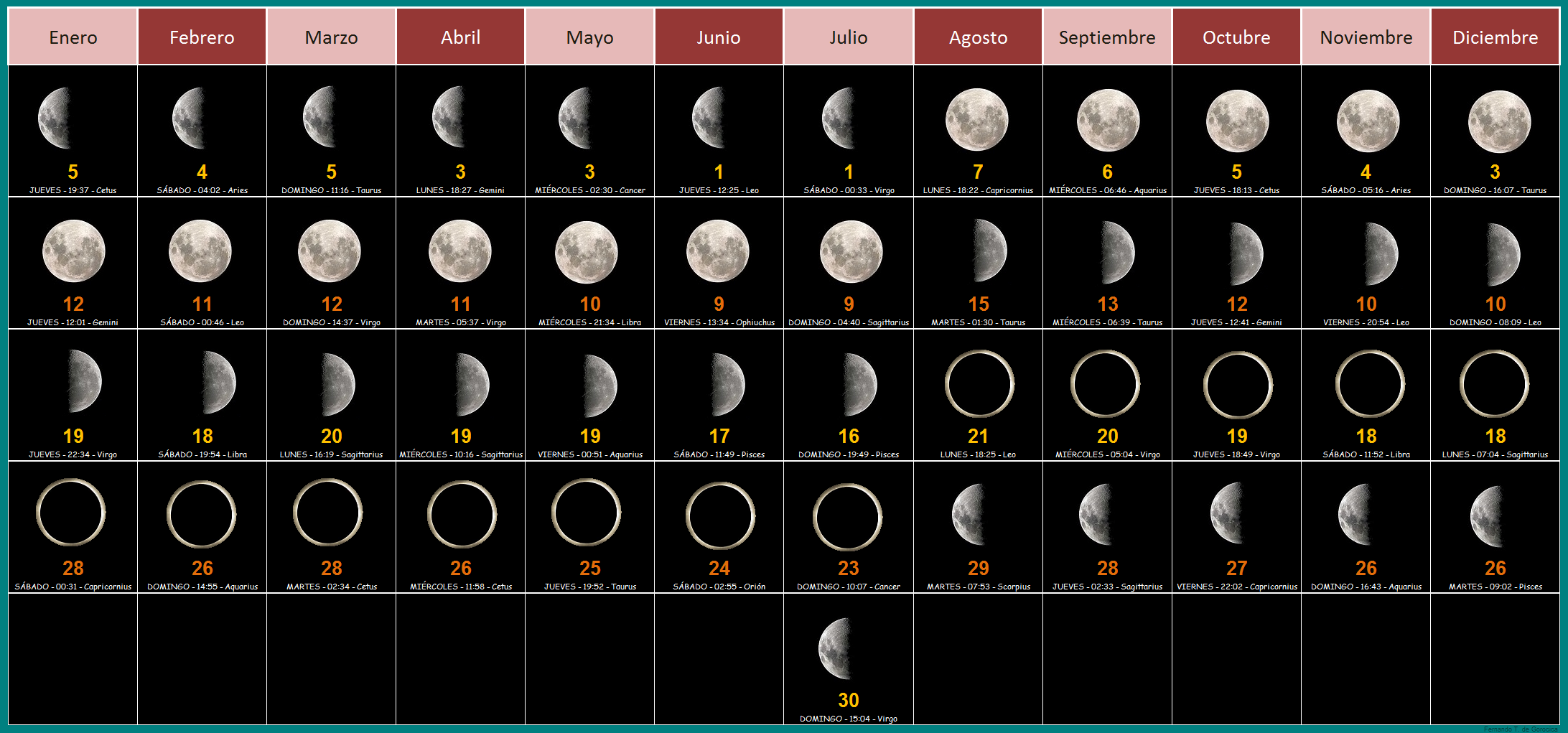
تقويم هجري قمري سنة 2017

تقويم شمسي قمري (بالإنجليزية: Lunisolar calendar)‏ هو تقويم يُستخدم في العديد من البلدان، ويعتمد على دورتي الشمس والقمر، حيث يكون طول السنة بالمعدل على طول مسار الأرض حول الشمس (أي 365 يوما وربع تقريبا)، أما طول الشهر بالمعدل فيكون على طول مسار القمر حول الأرض (أي 29 يوما ونصف تقريبا). وبسبب نقص السنة القمرية عن الشمسية بأحد عشر يوما تقريبا يعدل النقص بين هاتين الدورتين من خلال إضافة شهر كامل للسنة إذا تراجع التقويم 30 يوما مقارنة بمرور المواسم في بعض السنوات، ولهذا يضاف إليه شهرا واحدا جاعلاِ بذلك السنة 13 شهراً، بدلاً من 12.
العديد من التقاويم تستخدم التقويم القمري الشمسي منها: التقويم العبري والتقويم الهندوسي والتقويم البنغالي والتقويم الياباني والتقويم الكوري والتقويم الصيني والتقويم الهيليني والتقويم البابلي.